# پوریا سرآبادانی
پوریا سرآبادانی (با نام تولد امیرمسعود سرآبادانی؛ زادهٔ ۲۱ آذر ۱۳۷۶) بازیکن فوتبال اهل ایران است که در پست هافبک برای باشگاه فوتبال فولاد خوزستان در لیگ برتر خلیج فارس بازی می‌کند.

## زندگی شخصی

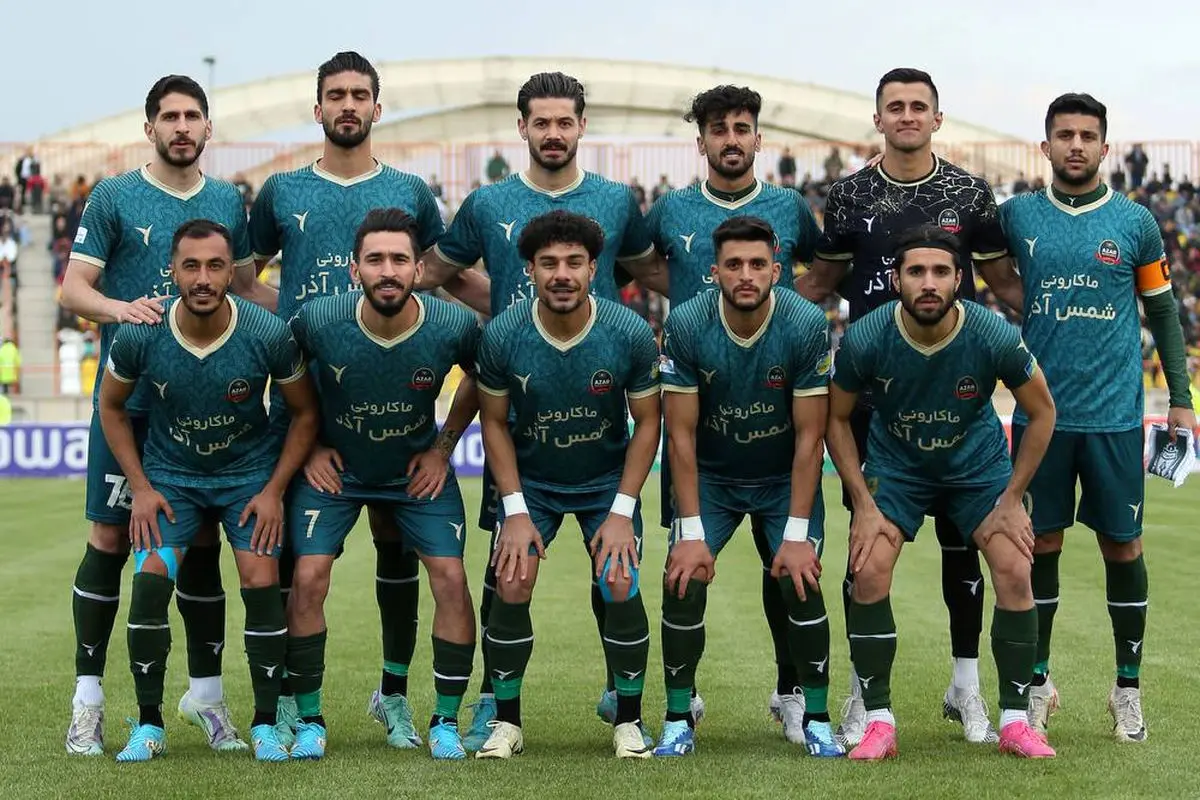

امیرمسعود سرآبادانی که با نام پوریا سرآبادانی نیز شناخته می‌شود زادهٔ ۲۱ آذر ۱۳۷۶ در تهران است.
وی در تیم‌های جوانان پیکان و سایپا سابقه بازی دارد. اولین بازی وی در لیگ برتر خلیج فارس مقابل استقلال خوزستان بود. سرآبادانی در این دیدار اولین گل شمس آذر را در تاریخ مسابقات لیگ برتر خلیج فارس به ثمر رساند. در دوران حضور پوریا در شمس آذر وی کاپیتان ثابت شمس آذر قزوین بود
وی برادر برزگتر ارشیا سرآبادانی بازیکن شمس آذر است.

جشن قهرمانی پاس تهران فصل 82ـ83

حمید سرآبادانی در تیم استقلال اهواز لیگ خلیج فارس

دیدار راه آهن و استقلال اهران تقابل حمید سرآبادانی و علی انصاریان

لازم به ذکر است پدر پوریا ، حمید سرآبادانی فوتبالیست با سابقه در دوره های قبلی لیگ برتر میباشد که در کارنامه خود سابقه قهرمانی در فصل ۸۲_۸۳ با تیم پاس تهران را همراه دارد . و اینکه سابقه بازی در تیم های استقلال اهواز. پاس تهران، راه آهن ، ابومسلم و...نیز دارد را دارد
- خانواده فوتبالی سرآبادانی اصالتا تفرشی میباشند

## دوران باشگاهی
اترک بجنورد
وی سابقهٔ بازی در اترک بجنورد را دارد. 
شمس آذر قزوین
وی با تیم فوتبال شمس آذر سابقه قهرمانی لیگ آزادگان ۱۴۰۱–۰۲ را در سابقه کارنامه ورزشی خود دارد.
همچنین سرآبادانی با گلزنی در مقابل تیم فوتبال استقلال خوزستان اولین گل تیم فوتبال شمس آذر قزوین را در مسابقات لیگ برتر به ثمر رساند.
وی در اولین فصل حضور اش در لیگ برتر خلیج فارس توانست به تیم‌های استقلال خوزستان، تراکتور، نساجی، آلومینیوم و فولاد، ذوب آهن و پیکان گلزنی کند. 
سرآبادانی در ۳۱ تیرماه ۱۴۰۳ پس از ۴ سال حضور در شمس آذر قزوین از این تیم جدا شد و به فولاد خوزستان پیوست‌.
فولاد خوزستان
وی در ۳۱ تیرماه ۱۴۰۳ از شمس آذر قزوین جدا شد و به فولاد خوزستان پیوست‌.